# Морская, Зинаида Игнатьевна
Зинаида Игнатьевна Морская (Максимова; 1885—1966) — русская советская актриса. Народная артистка Казахской ССР (1940).

## Биография
Родилась 19 апреля (1 мая) 1885 года в Климовичах (ныне Могилёвская область, Беларусь).
После окончания Суворинской театральной школы в Санкт-Петербурге (1910) поступила в Театр комедии и фарса.
В 1910—1919 годах выступала в театрах Киева, Одессы, Харькова, Ростова-на-Дону, Самары, Омска, Ташкента и Усть-Каменогорска.
В годы Гражданской войны (1920—1921) принимала участие в работе передвижного театра 3-й стрелковой Туркестанской дивизии. В 1921—1933 годах играла в труппе Киевского театра имени Леси Украинки, в театрах Днепропетровска, Луганска, Сталино.
В 1933 года по приглашению режиссёра Ю. Л. Рутковского принимала участие в создании Русского театра драмы в Алма-Ате, где проработала до конца жизни. В годы Великой Отечественной войны З. Морская активно выступала в частях РККА, в госпиталях и на призывных пунктах.
Умерла 6 ноября 1966 года в Алма-Ате, похоронена на Центральном кладбище города.

## Творчество
Искусство актрисы отличалось естественностью сценического поведения, яркостью красок, правдивостью и речевой изобразительностью.
З. Морская была одной из лучших исполнительниц комедийных, бытовых и характерных ролей, особенно в русской классической драматургии:
- «Ревизор» Н. В. Гоголя — Анна Андреевна
- «Горе от ума» А. С. Грибоедова — Лиза
- «Недоросль» Д. И. Фонвизина — Простакова

Успешно играла так же в пьесах А. Н. Островского :
- «Лес» — Улита
- «Гроза» — Варвара
- «На всякого мудреца довольно простоты» — Манефа
- «Бесприданница» — Ефросинья Потаповна
- «Доходное место» — Кукушкина

Среди других значительных ролей:
- «Любовь Яровая» К. А. Тренёва — Дунька, Марья
- «Егор Булычов и другие» М. Горького — Меланья, Ксения
- «Варвары» М. Горького — Пелагея
- «На дне» М. Горького — Квашня
- «Тартюф» Мольера — Пернель

## Фильмография
- 1942 — Актриса — Агафья Лукинична (получила личную благодарность от И. В. Сталина)
- 1944 — Нашествие — Демидьевна
- 1954 — Дочь степей — доктор
- 1957 — Наш милый доктор — уборщица
- 1960 — Тишина — пассажирка на вокзале

## Награды
- Орден Трудового Красного Знамени (3 января 1959) — за выдающиеся заслуги в развитии казахского искусства и литературы и в связи с декадой казахского искусства и литературы в гор. Москве
- Народная артистка Казахской ССР (1940)
- Заслуженная артистка Казахской ССР (1938)
- Медали